# 商業技術教育委員会
商業技術教育委員会（The Business and Technology Education Council、BTEC）は、英国イングランド、ウェールズ、北アイルランドにおいて、中等教育卒業認定と、継続教育認定を所管する。
BTECの認定は、GCSE（1-2レベル）、一般教育修了上級レベル（レベル3）、大学学位（レベル4-7）と等価である。BTECが実施する職業教育は、ビジネス研究からエンジニアリングまでに及び、例としてビジネス学、応用科学、エンジニアリング、情報技術、メディア制作、保健とソーシャルケア、旅行と観光、舞台芸術などがある。
BTECの認定は、イングランド、ウェールズ、北アイルランドの多くの大学において入学適正評価に用いられており（特にレベル3）、多くの大学では条件付き入学が可能である（ケンブリッジ大とオックスフォード大は例外）。

## 認定とコース

### 学校卒業認定 (レベル3)
学生はGCSEでA*～Cレベルを5以上取得する（英語、数学、科学）、もしくは、Vocational Btec level 2 Diplomaにてレベル3である必要がある。
全国資格フレームワーク (NQF) や Qualification Credit Framework (QCF) との互換性は以下の通り。
| QCF                              | NQF                             | GCE上級レベルとの等価性 |
| -------------------------------- | ------------------------------- | ----------------------- |
| BTEC Level 3 Extended Diploma    | National Diploma                | 3 x GCE上級レベル       |
| BTEC National 120 Credit Diploma | National Certificate            | 2 x GCE上級レベル       |
| BTEC Level 3 90-credit Diploma   | National Subsidiary Certificate | 1.5 x GCE上級レベル     |
| BTEC Level 3 Subsidiary Diploma  | National Award                  | 1 x GCE上級レベル       |
| BTEC Level 3 Certificate         | Subsidiary Award                | 0.5 x GCE上級レベル     |

### 学校卒業認定 (レベル2 & レベル1)
- BTEC First Diploma - レベル2認定。おおよそGCSEでA*～Cが4つ分、またはNVQ中間レベル。学生はGCSEでD以上を4つ取得する必要がある（英語および数学を含む）。
- BTEC First Certificate - レベル2認定。おおよそGCSEでA*～Cが2つ分。
- BTEC Introductory Diploma - レベル1認定。おおよそGCSEでD～Fが4つ分、またはGNVQ基礎レベル(Foundation)。学生はGCSEでEレベル以上を4つ取得する必要がある（数学および英語はE以上）。
- BTEC Introductory Certificate - レベル1認定。おおよそGCSEでD～Eが2つ分。

### 継続教育（成人コース）
- BTEC Level 7 Diploma - 職業認定の最高位であり、大学院修士学位レベル
- BTEC Higher National Diploma
- BTEC Foundation Diploma in Art and Design
- BTEC Higher National Certificate [1]